# Zbyczyna
Zbyczyna (deutsch Sbitschin, 1939–1945 Deutschwehr) ist eine Ortschaft mit einem Schulzenamt der Landgemeinde Perzów im Powiat Kępiński der Woiwodschaft Großpolen in Polen.

## Geschichte

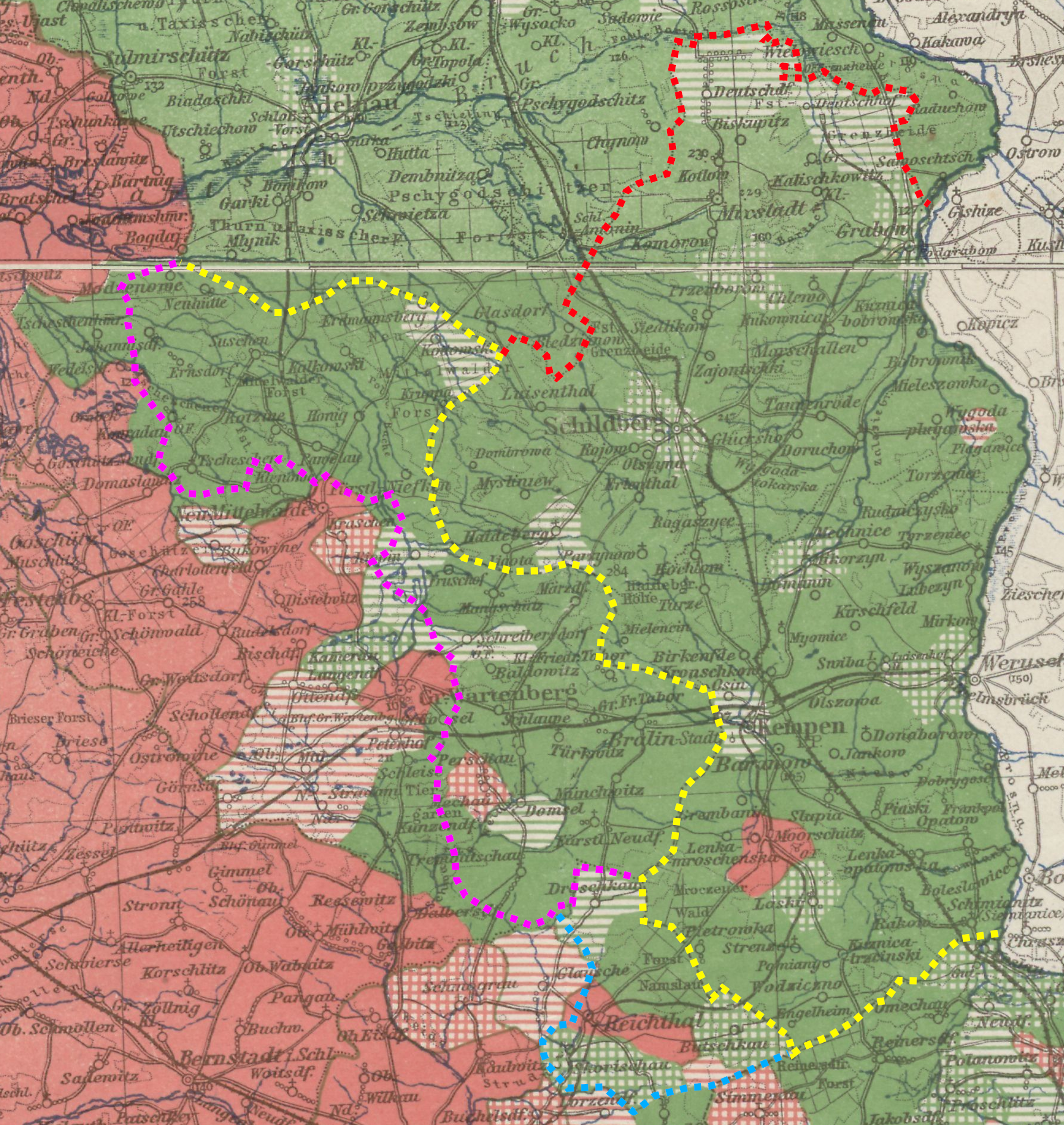
Sprachkarte aus dem Jahr 1910: Gelbe gestrichelte Linie: schlesisch-großpolnische Grenze, rosarote gestrichelte Linie: neue Grenze aus dem Jahr 1920

Der Ort bestand schon im Mittelalter. Zunächst gehörte er zu den Gütern von Skoroszów (Skorischau), ab 1740 zur Standesherrschaft von Syców (Polnisch/Groß Warthenberg).
Sbitschin gehörte von 1818 bis 1920 dem schlesischen Landkreis Groß Wartenberg an. Mit dem überwiegend polnischsprachigen Ostteil des Landkreises wurde Zbyczyna zum 10. Januar 1920 infolge des Versailler Vertrags vom Deutschen Reich an das wiedergegründete Polen abgetreten. Seitdem ist Zbyczyna mit der Woiwodschaft Posen bzw. Großpolen verbunden, zunächst im Powiat Kępiński.
Im Jahr 1921 gab es in der Gemeinde Zbyczyna im Powiat Kępno 16 Häuser mit 90 Einwohnern, davon waren alle römisch-katholische Polen. Im Gutsgebiet gab es dagegen 4 Häuser mit 82 Einwohnern, allesamt römisch-katholische Polen.
Beim Überfall auf Polen 1939 wurde das Gebiet von den Deutschen besetzt und dem Landkreis Kempen im Reichsgau Wartheland zugeordnet.
Von 1975 bis 1998 gehörte Zbyczyna zur Woiwodschaft Kalisz.